# (163899) 2003 SD220
(163899) 2003 SD220 è un asteroide near-Earth. Scoperto nel 2003, presenta un'orbita caratterizzata da un semiasse maggiore pari a 0,8266953 au e da un'eccentricità di 0,2106895, inclinata di 8,51490° rispetto all'eclittica.
Il 22 dicembre 2018 l'asteroide è transitato a 0,01899 UA dalla Terra.